# 学校法人望洋大谷学園
学校法人望洋大谷学園（がっこうほうじんぼうようおおたにがくえん）とは、2014年5月12日に室蘭大谷高等学校が所属する学校法人室蘭大谷学園と登別大谷高等学校が所属する学校法人登別大谷学園の合併によって設立した。

## 学校法人札幌大谷学園
- 札幌大谷中学校
- 札幌大谷高等学校
- 札幌大谷大学
- 札幌大谷大学短期大学部
- 札幌大谷大学幼稚園

## 学校法人函館大谷学園
- 函館大谷高等学校
- 函館大谷短期大学
- 函館大谷短期大学附属幼稚園
- 函館大谷短期大学附属松前認定こども園
- 函館大谷短期大学附属港認定こども園
- 函館大谷短期大学附属大野認定こども園

## 学校法人帯広大谷学園
- 帯広大谷高等学校
- 帯広大谷短期大学
- 音更大谷幼稚園

## 学校法人稚内大谷学園
- 稚内大谷高等学校